# Association sportive soustonnaise rugby
 (mars 2009).
Actualités
Dernière mise à jour : 20 septembre 2021.
L'Association sportive soustonnaise rugby est un club de rugby à XV basé à Soustons, en France.

## Histoire

### Les débuts du rugby à Soustons

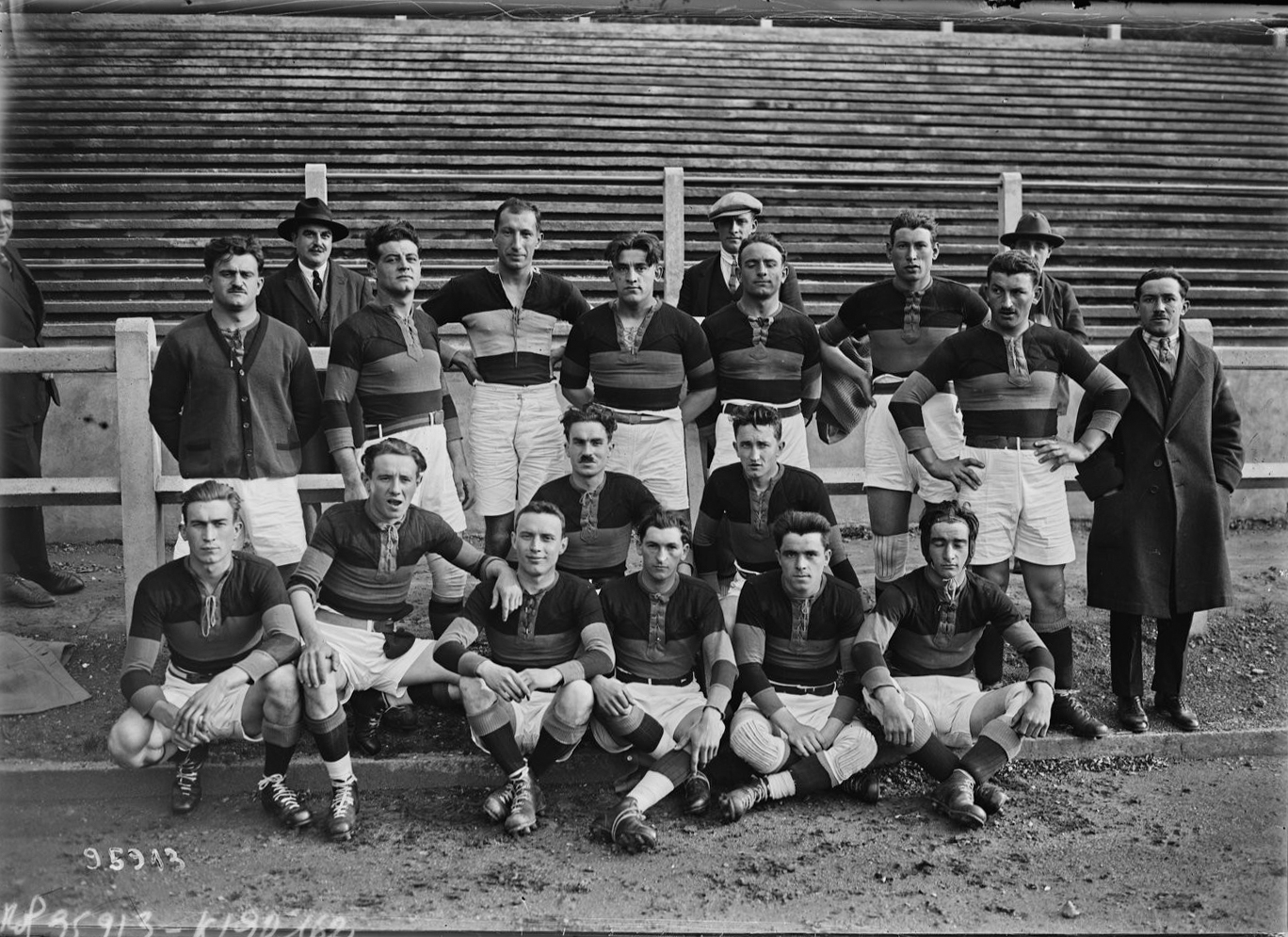
Photographie d'équipe de l'Union sportive de Soustons en 10 1924.

Le rugby à XV apparaît à Soustons en 1903, amené de Bordeaux à l'initiative d'étudiants. Par la suite naît le Sporting club soustonnais en 1905, mais dont l'activité décline rapidement. Le 9 octobre 1909 est créée l'Union sportive de Soustons. Dès 1914, l’USS devient champion de Côte basque en 3e série.
En 1920, une autre section rugby était créée au sein de l’Avant Garde, autre société sportive qui existait depuis 1913 et où l’on pratiquait essentiellement l’athlétisme. Soustons possédait alors, à ce moment-là, deux clubs de rugby qui allaient réaliser l’exploit unique en son genre de participer, la même année, à
une finale de championnat de France.
En 1922, l’USS devenait championne de France de 2e série en battant Avignon en finale, alors que l’Avant Garde était battue en finale de 3e série par Quillan ! Mais une telle situation ne pouvait raisonnablement pas durer dans une aussi petite ville.

### Naissance de l’AS Soustons
Les deux clubs fusionnent ainsi pour donner naissance à l'Association sportive soustonnaise en 1926.

### Montée en première division

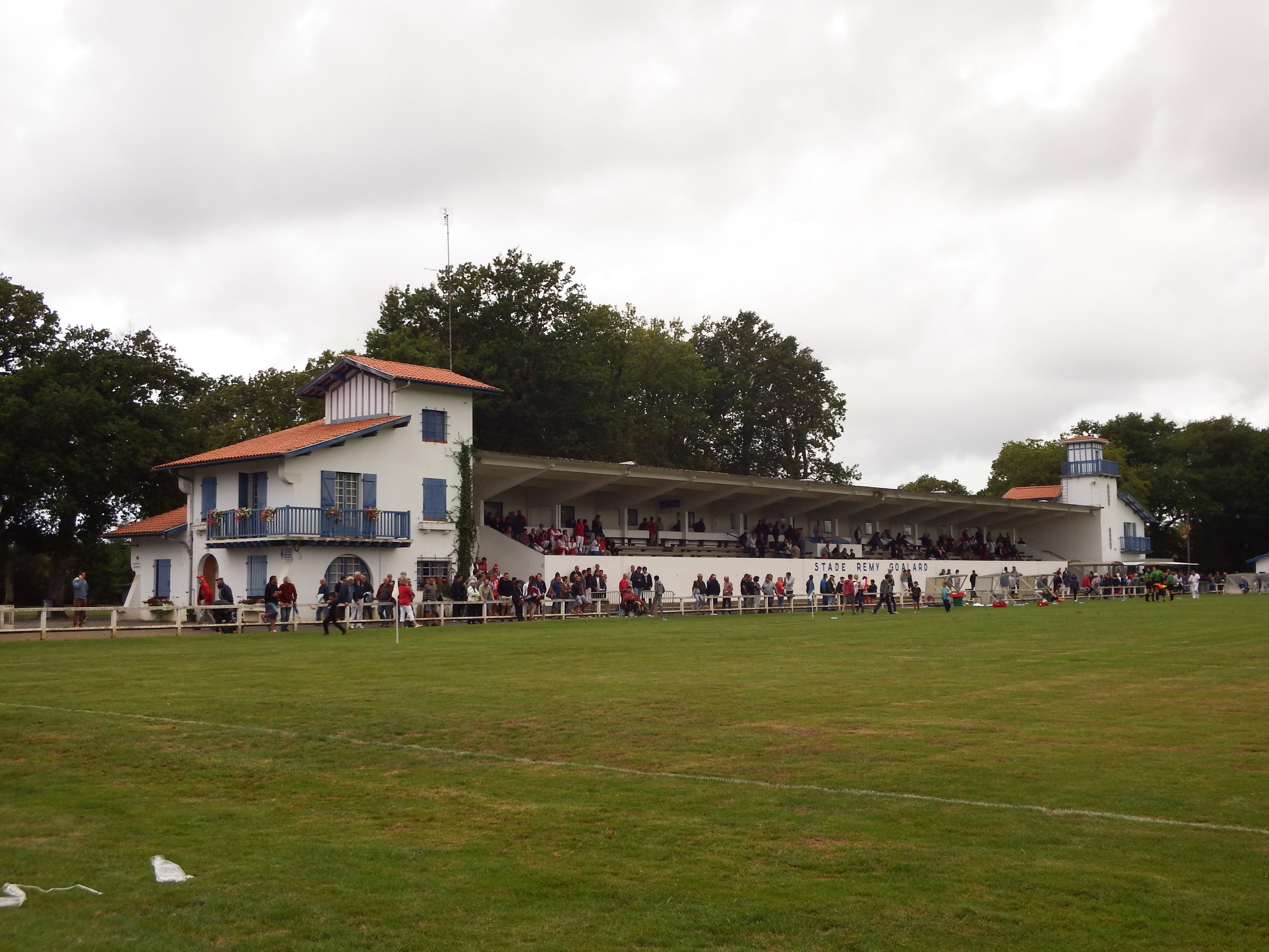
Le stade Rémy-Goalard, domicile de l'AS Soustons, est ouvert en 1938.

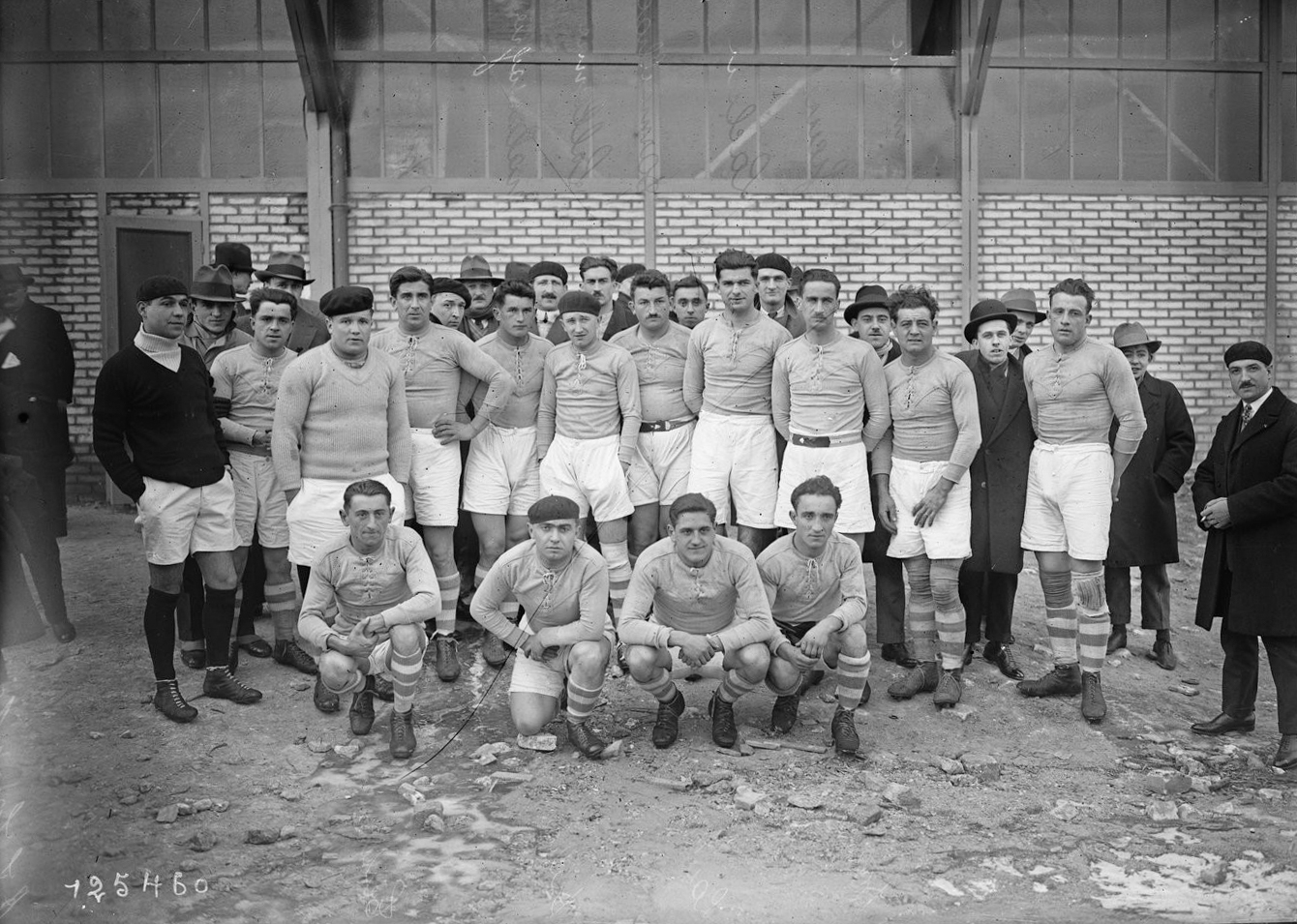
Photographie d'équipe de l'AS Soustons en 12 1927.

De 1927 à 1961, l’ASS allait rester parmi l’élite du rugby français, remportant le championnat Côte basque en 1931, la Coupe Glen en 1937, le Tournoi des 3B en 1938 et disputant les huitièmes de finale du championnat de France en 1939 contre Montferrand pour une courte défaite 11-10.

#### Quart de finaliste du championnat de France 1947
En 1947, après avoir fait un parcours remarquable en poule, l’ASS se qualifiait pour les huitièmes de finale du championnat et rencontrait l’équipe de Vienne, qu’ils battaient 10 à 3 et se hissait ainsi en quart de finale. Elle retrouvait le PUC dans un match d’une grande intensité se terminant par un mémorable 0 à 0 qui élimina le club en raison d’un moins bon classement en poule (défaite 14-0 à Paris en match de poule).
Soustons était classé 7e meilleur club du championnat de France de première division à l’issue de cette brillante saison.

### Déclin du club
Les saisons suivantes seront plus difficile.
Le pilier Marsoni fini sa carrière en 1956 à l'âge de 43 ans.
En 1961, l’ASS disputa sa dernière saison dans l’élite du rugby français affrontant, cette année-là, les équipes qui composaient le groupe 5 : Le Creusot, Stade montois, Perpignan, Toulon, Bègles, Mazamet et Grenoble.

#### Champion de France de troisième division 1968
Soustons gagne un titre de champion de France de 3e division en 1968 contre Thuir.

#### Remontée en première division en 1972
Soustons remonte en 1er division de 1972 à 1973.
S’il assure de justesse son maintien la première année en terminant 7e de son groupe, il est relégué la saison suivante en deuxième division.

#### Descente en deuxième puis en troisième division
Après une période difficile, le club retrouve des couleurs  dans les années 1990 à 1995, où l’on vit monter une génération de jeunes joueurs tous issus de l’école de rugby et qui firent ensuite leurs armes en cadets et juniors, et vécurent une formidable aventure en allant chercher la coupe du groupe B, en 1995, contre Pamiers. 
Mais par manque d’effectifs, le nombre des jeunes licenciés, cadets et juniors, diminué d’année en année et une entente regroupant les clubs voisins de Tyrosse et de Capbreton voyait le jour.

#### Conjoncture économique difficile et crise d’effectif
Malgré des débuts difficiles, cette entente fonctionne parfaitement aujourd’hui avec l’aide de Maremne Adour Côte Sud. L’Embellie de l’école de rugby et le nombre croissant de jeunes
licenciés laissent entrevoir un avenir relativement serein pour les années à venir.
Malheureusement, le bénévolat qui est la base et la cheville ouvrière de toute association fait de plus en plus défaut. Il en est de même pour les entraineurs et les éducateurs, qu’il faut régulièrement former avec toujours plus de contraintes.
Les entreprises de la commune, qui autrefois permettaient aux joueurs de l’ASS de travailler à Soustons et donc de pouvoir continuer à jouer au rugby au sein du club, n’y sont plus, conjoncture économique oblige. Les jeunes font des études de plus en plus longues et par l’éloignement  des universités et des grandes écoles, ils se dispersent dans les grandes villes de la région, ne venant s’entraîner et jouer que difficilement et quittent alors l'ASS pour un club près de leur domicile.

#### Descente au niveau régional et remontée en fédérale 3
Le parcours des Soustonnais est ensuite très irrégulier, avec de multiples montées et descentes, la plus marquante de ces descentes la conduisant pour la première fois, en 2000, en championnat régional. l’ASS n’y restera qu’une seule saison, elle remontait en 2001 en fédérale 3, et 2002 en fédérale 2.
À nouveau relégué en championnat régional l'AS soustonnaise devient champion de France réserves Honneur en 2015 puis Champion de France Honneur en 2016, en battant le RC des Vallons de la Tour par 21 à 6, et lui permettant de retrouver la Fédérale 3 pour la saison 2016-2017. L'ASS encore sous les ordres du duo Laussucq - Pery se qualifie pour les phases finales du championnat de fédérale 3 en finissant 3ème de sa poule.
Pour la saison 2017-2018, l'ASS termine 5e de la poule 14 de Fédérale 3.

#### Remontée en Fédérale 2 en 2019
Soustons remonte en Fédérale 2 en 2019.
la Fédérale 2 est interrompue fin mars 2020 à cause de la pandémie de Covid-19 en France,. Soustons était alors 7e de sa poule.

## Identité visuelle

### Couleurs et maillots
Les couleurs de l'ASS sont le bleu et le blanc.

### Logo

Évolution du logo
Logo abandonné en 2016.
Logo de 2016 à 2017.
Logo depuis 2017.

## Palmarès
- Championnat de France de 3e division :
  - Champion : 1968[5]
- Championnat de France Fédérale B :
  - Finaliste : 1983[5]
- Championnat de France Fédérale 2 :
  - Champion réserve : 2024[6]
- Coupe B :
  - Vainqueur : 1995[5]
- Challenge de l'Essor :
  - Vainqueur : 1982 et 1992[5]
- Challenge de l'Espoir (reserves) : 
  - Vainqueur : 1989[5], 2000[réf. nécessaire]
- Championnat de France Honneur :
  - Champion : 2016[5]
  - Champion réserve : 2015[réf. nécessaire]
- Comité Côte basque Landes : 
  - Champion : 2016[réf. nécessaire]
  - Champion réserve : 2014, 2015, 2016[réf. nécessaire]

## Personnalités du club

### Joueurs emblématiques
- Jean-Claude Hiquet, qui fut ouvreur international, en 1964, contre l'Angleterre, de la tournée en Afrique du Sud, alors qu'en championnat il fut l'associé de Pierre Lacroix dans la charnière d’Agen lors des titres de champion de France 1962 et 1965,
- René Duffort, qui fut issu de notre club pour virer au jeu à XIII et capitaine de l'équipe de France dans les années 1950,
- Georges Lhespitaou, champion de France de rugby à XV avec Bayonne puis champion de France de rugby à XIII avec Villeneuve dans les années 1930,
- Pierre Touton, excellent ailier de Villeneuve sur Lot XIII,
- Victor Larroudé, également joueur de rugby à XIII avec Lyon
- Jeannot Laudouard, ex-talonneur du XV de France en tournée en Nouvelle-Zélande, parti faire le bonheur du SBUC à Bordeaux,
- Michel Tillo, longtemps titulaire à l'aile du XV du Racing Club de France,
- Éric Michaud ,
- Philippe Doussy, qui fit aussi les beaux jours de Périgueux et aussi "le petit rouge" Lavielle de Narbonne.

Autres joueurs :
- Rémy Goalard,
- Henri Mora,
- Jean Landais,
- Charles Latry,
- Georges Gousse,
- Gousse Jean et Xavier,
- Henri Lacladère, talonneur, champion de France 1922 (USS).
- Éric dos Santos, international portugais

### Entraîneurs
- 2007-2008 : Jean Guibert et Stéphane Cambos équipe 1, Frédéric Mendez et Patrick Brun équipe 2,
- Championnat Territorial : 2008-2009 : Philippe Inda et Didier Lafitte équipe 1, Frédéric Mendez et Eric Barada équipe 2.
- Championnat Territorial : 2009-2010 : Frédéric Mendez et Thierry Zaldua équipe 1, Emmanuel Denaules et Eric Barada équipe 2.
- Championnat Territorial : 2010-2011 : Frédéric Mendez et Thierry Zaldua équipe 1, Emmanuel Denaules et Laurent Libier équipe 2
- Championnat Territorial : 2011-2013 : Alain Benoit et Marc Langon équipe 1, Emmanuel Denaules et Laurent Libier équipe 2
- Championnat Territorial : 2013-2014 : Alain Benoit et Marc Langon équipe 1, Patou Bedat et Christophe Barbe équipe 2
- Championnat Territorial : 2014-2017 : Philippe Péry et Arnaud Laussucq équipe 1, Hervé Capdepont et Christophe Barbe équipe 2
- Championnat Territorial : 2014-2016 : Philippe Péry et Arnaud Laussucq équipe 1, Hervé Capdepont et Christophe Barbe équipe 2
- Fédérale 3 : 2016-2017 : Philippe Péry et Arnaud Laussucq équipe 1, Hervé Capdepont et Christophe Barbe équipe 2
- Fédérale 3 : 2017-2018 : Philippe Péry et Vincent Godemet équipe 1, Damien Hontebeyrie et Fabien Villenave équipe 2
- Fédérale 3 : 2018-2019 : Régis Castetbon et Thierry Ferrand équipe 1, Hervé Capdepont, Frédéric Sarrade équipe 2
- Fédérale 2 : 2019-2020 : Régis Castetbon et Thierry Ferrand équipe 1, Hervé Capdepont, Frédéric Sarrade et Sébastien Alsuguren équipe 2
- Fédérale 2 : 2020-2021 : Régis Castetbon et Thierry Ferrand équipe 1, Bastien Minjon, Frédéric Sarrade équipe 2
- Fédérale 2 : 2021-2022 : Régis Castetbon et Thierry Ferrand équipe 1, Bastien Minjon, Fabien Villenave et Frédéric Sarrade équipe 2
- Fédérale 2 : 2022-2023 : Thomas Synaeghel et Fabien Devecchi équipe 1, Pierre Yvon et Frédéric Sarrade équipe 2